# Elsa Lila
Elsa Mariana Lila (ur. 15 czerwca 1981 w Tiranie) – albańska piosenkarka.

## Życiorys
Jej ojciec był śpiewakiem byłego albańskiego chóru państwowego, a matka skrzypaczką. Jako nastolatka Lila uczestniczyła w programach telewizyjnych w Albanii, i dwa lata z rzędu zwyciężyła w ogólnokrajowym festiwalu piosenki. Jest również znana z roli Satine w albańskojęzycznej wersji musicalu Moulin Rouge (pol. Czerwony Młyn). W 2014 roku była trenerką podczas czwartego sezonu The Voice of Albania (alb. Vokali i Shqipërisë).

## Nagrody i nominacje
| Rok  | Utwór                                                                                     | Kategoria                                                                       | Nota                       | Nagroda                          |
| ---- | ----------------------------------------------------------------------------------------- | ------------------------------------------------------------------------------- | -------------------------- | -------------------------------- |
| 1996 | Pyes lotin                                                                                | I miejsce                                                                       | Laureatka                  | Festivali i Këngës               |
| 1996 | Pyes lotin                                                                                | Nagroda publiczności                                                            | Laureatka                  | Festivali i Këngës               |
| 1997 | Larg urrejtjes                                                                            | I miejsce                                                                       | Laureatka                  | Festivali i Këngës               |
| 1997 | Larg urrejtjes                                                                            | Nagroda publiczności                                                            | Laureatka                  | Festivali i Këngës               |
| 1999 | Vetem Nje Fjale                                                                           | I miejsce                                                                       | Laureatka                  | Kënga Magjike                    |
| 1998 |                                                                                           | I miejsce                                                                       | Laureatka                  | Varna International Song Contest |
| 1999 | „Albańska piosenkarka stulecia” w sondażu ogólnokrajowym                                  | Laureatka                                                                       | Radio Televizioni Shqiptar |                                  |
| 2001 | „Ambasador Muzyki Albanii na Świecie” przyznana przez prezydenta Albanii, Rexhepa Meidani | Laureatka                                                                       | Albanian Awards            |                                  |
| 2022 | Evita                                                                                     | I miejsce                                                                       | Laureatka                  | Festivali i Këngës               |
| 2022 | Evita                                                                                     | Nagroda publiczności (selekcja reprezentanta na 67. Konkurs Piosenki Eurowizji) | Przegrana                  | Festivali i Këngës               |
| 2023 | Mars                                                                                      | I miejsce                                                                       | Przegrana                  | Festivali i Këngës               |
| 2023 | Mars                                                                                      | Nagroda publiczności (selekcja reprezentanta na 68. Konkurs Piosenki Eurowizji) | Przegrana                  | Festivali i Këngës               |